# 三重県道68号紀勢インター線
三重県道68号紀勢インター線（みえけんどう68ごう きせいインターせん）は、三重県度会郡大紀町を通る主要地方道（三重県道）である。

## 概要

### 路線データ
- 起点：三重県度会郡大紀町崎
- 終点：三重県度会郡大紀町錦
- 総延長：5,856m[要出典]

## 沿革
- 1959年（昭和34年） - 三重県道724号羽下沖田線として路線認定。[要出典]
- 1993年（平成5年）4月1日 - 三重県道68号紀勢インター線に改称[1]。
- 1993年（平成5年）5月11日 - 建設省から、県道羽下沖田線が紀勢インター線として主要地方道に指定される[2]。

## 地理

### 通過する自治体
- 度会郡
  - 大紀町

### 交差する道路
- 国道42号・三重県道538号伊勢柏崎停車場線（起点）
- 紀勢自動車道（紀勢大内山IC）
- 国道260号（終点）

### 沿線にある施設など
- 錦峠